# Aston Martin DB AR1

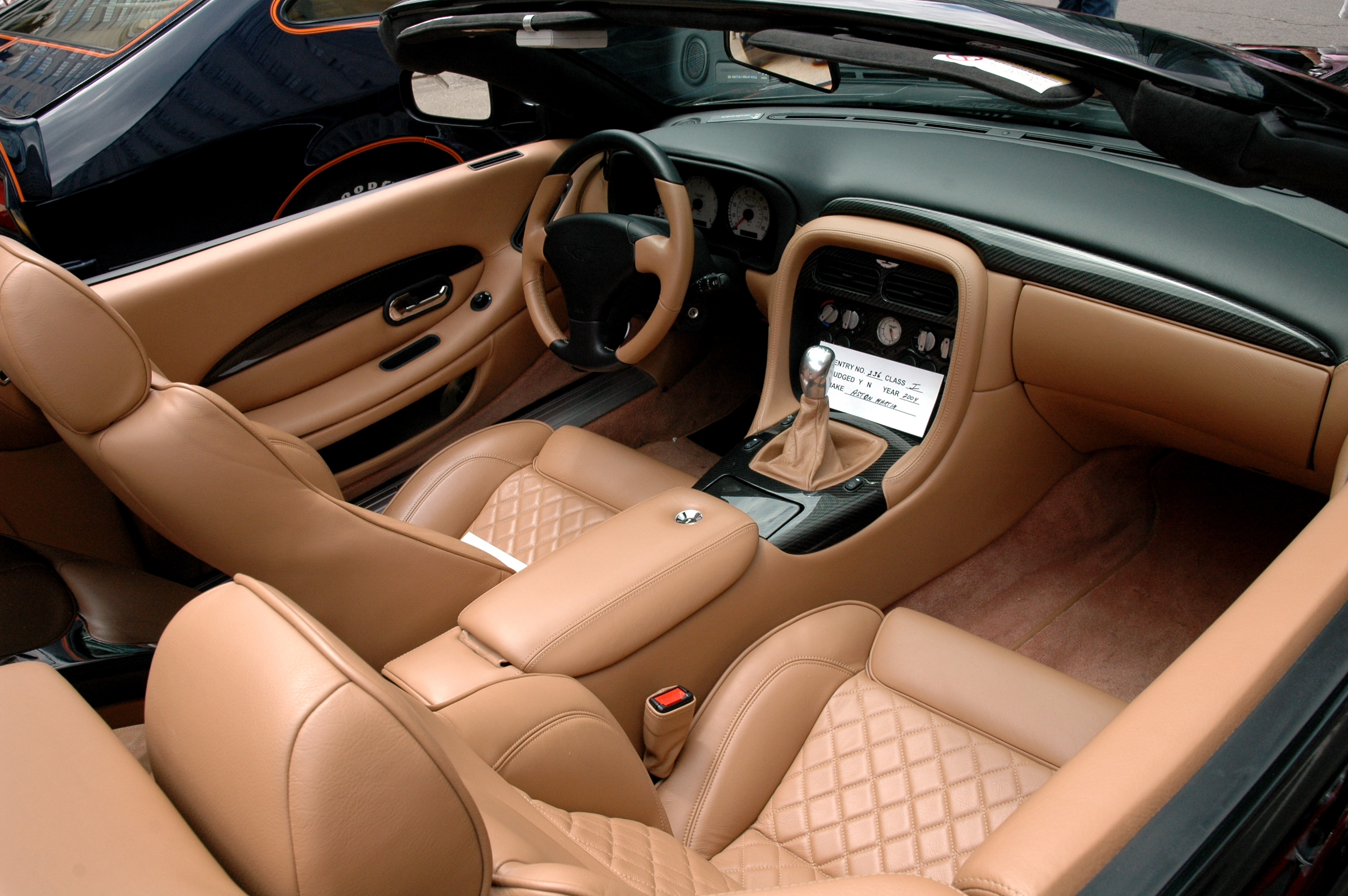
El interior del Aston Martin DB AR1.

El Aston Martin DB AR1 es un gran turismo descapotable de edición limitada producido por el fabricante de automóviles británico Aston Martin entre 2003 y 2004 para el mercado estadounidense. Este modelo fue presentado en el Salón del Automóvil de Los Ángeles en enero de 2003. El "AR1" del nombre significa American Roadster 1. Sólo 99 unidades fueron producidas para la venta; Aston Martin construyó una unidad adicional para su propia colección de la fábrica. El DB AR1 fue vendido a un precio de aproximadamente 230.000 dólares estadounidenses.

## Mecánica
El DB AR1 utiliza el potente motor V12 de 6 litros y 48 válvulas del Aston Martin V12 Vantage. Este motor es capaz de desarrollar una potencia de 435 CV (325 kW). Con este motor, el DB AR1 puede alcanzar una velocidad máxima de 298 km/h y lograr una aceleración de 0 a 100 km/h en menos de 5 segundos. La caja de cambios es manual con 6 velocidades. 

## Diseño
El DB AR1 fue diseñado por la empresa carrocera italiana Zagato, basándose en el DB7 Vantage Volante. El interior del DB AR1 es de cuero y venía equipado con elementos decorativos de madera o fibra de carbono en el salpicadero, la consola central y en las puertas.

## Especificaciones
| Ficha técnica          | Aston Martin DB AR1 |
| Motor                  | 12 cilindros en V DOHC a 60°, 4 válvulas por cilindro. |
| Cilindrada             | 5935 centímetros cúbicos. |
| Diámetro y carrera     | 89 × 79,5 mm. |
| Alimentación           | Inyección de combustible. |
| Relación de compresión | 10.3:1 |
| Potencia máxima        | 435 CV a 6000 rpm. |
| Par máximo             | 556 Nm a 5000 rpm. |
| Transmisión            | Cambio manual de 6 velocidades. |
| Ruedas                 | Delanteras: llantas de 19 x 8 pulgadas, neumáticos Yokohama SO2 245/40 ZR 19. Traseras: llantas de 19 x 9,5 pulgadas, neumáticos Yokohama SO2 265/35 ZR 19. |
| Frenos                 | De discos ventilados en todas las ruedas, con ABS. Diámetro de los discos frontales: 355 mm. Diámetro de los discos traseros: 330 mm.                       |
| Velocidad máxima       | 298 km/h (185 mph). |
| Aceleración            | 0 a 100 km/h en 4,8 segundos. |